# Тёрочник

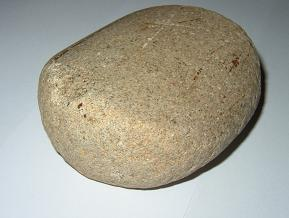
Тёрочник из Франции

Тёрочник, тёрочный камень (англ. pestle, hand stone, rubbing stone, time stone, mano, muller; фр. broyeur, molette), по-другому, курант или пест (пест-тёрочник) (преимущественно если удлинённый и работает в вертикальном положении) — каменное орудие, используемое для растирания или толчения любых веществ (минералов, красок, лекарственных растений и т. п.). Так же называется верхний камень зернотёрки. Тёрочники применялись и для обработки других каменных изделий или строений путём их стачивания, шлифовки.
Изготовлялись из разнообразных пород и имели различную форму: плоских дисков, округлую и т. п. Часто тёрочниками служили обычные гальки, на которых остались сточенные участки. Более всего характерны для неолитических , энеолитических и бронзового века поселений.
Иногда применяется название «тёрка», хотя у этого слова есть и другое значение (см. Тёрка). На Американском континенте наиболее используемым является испанское слово mano («рукоятка»). Оно же принято и в англоязычной археологии.

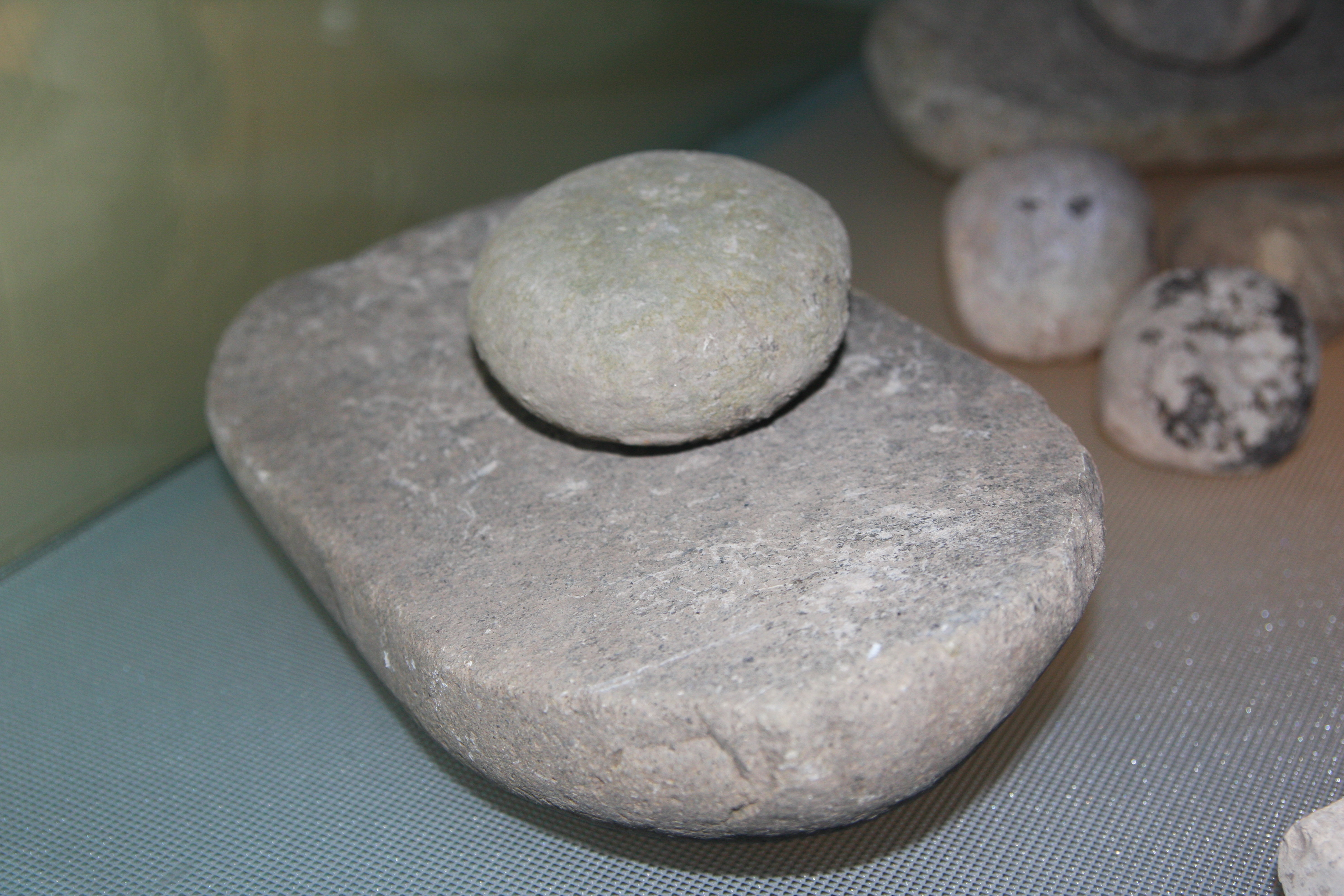
Тёрочники и зернотёрка культуры кукутени
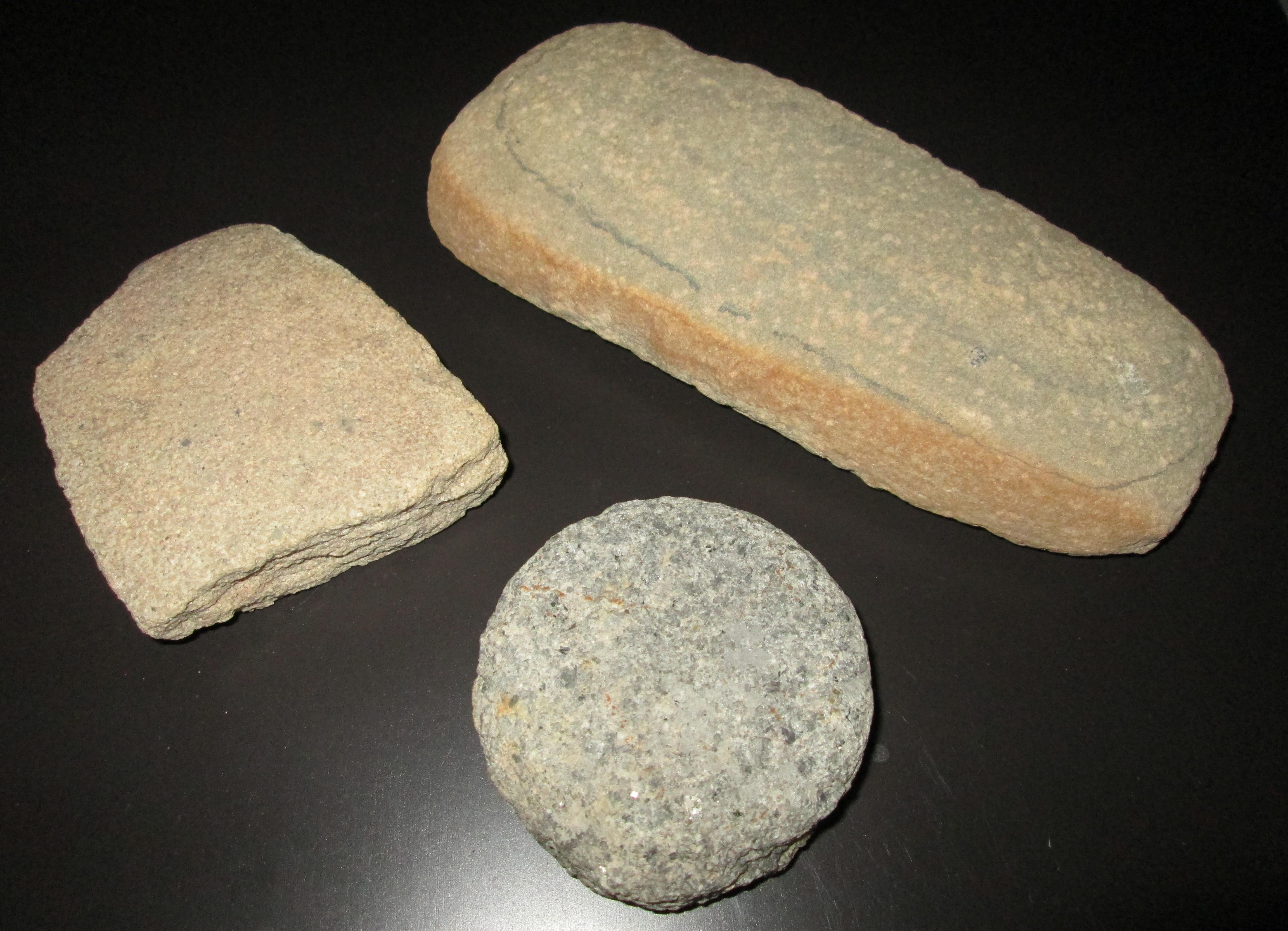
Тёрочники из Аризоны
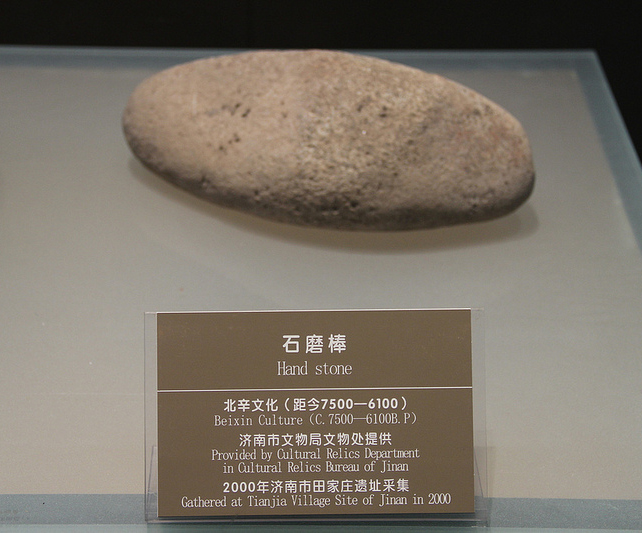
Тёрочник культуры бэйсинь. Китай